# Los Reyes, Tepeapulco
Los Reyes är en ort i Mexiko.   Den ligger i kommunen Tepeapulco och delstaten Hidalgo, i den sydöstra delen av landet, 70 km nordost om huvudstaden Mexico City. Los Reyes ligger 2 567 meter över havet och antalet invånare är 109.
Terrängen runt Los Reyes är kuperad åt nordost, men åt sydväst är den platt. Runt Los Reyes är det ganska tätbefolkat, med 104 invånare per kvadratkilometer. Närmaste större samhälle är Tepeapulco, 2,0 km väster om Los Reyes. Trakten runt Los Reyes består till största delen av jordbruksmark.